# Prodorsum
Prodorsum – część ciała niektórych roztoczy z grupy Acariformes.
U mechowców prodorsum określana jest tarczka na grzbietowej stronie proterosomy. W tej grupie jest synonimem tarczki prodorsalnej.
U Prostigmata, Sphaerolichida i Endeostigmata prodorsum to grzbietowa część aspidosomy.
U Astigmata prodorsum to grzbietowa część propodosomy. W tym i powyższym przypadku tarczka prodorsalna może być częścią prodorsum.